# Coumiac

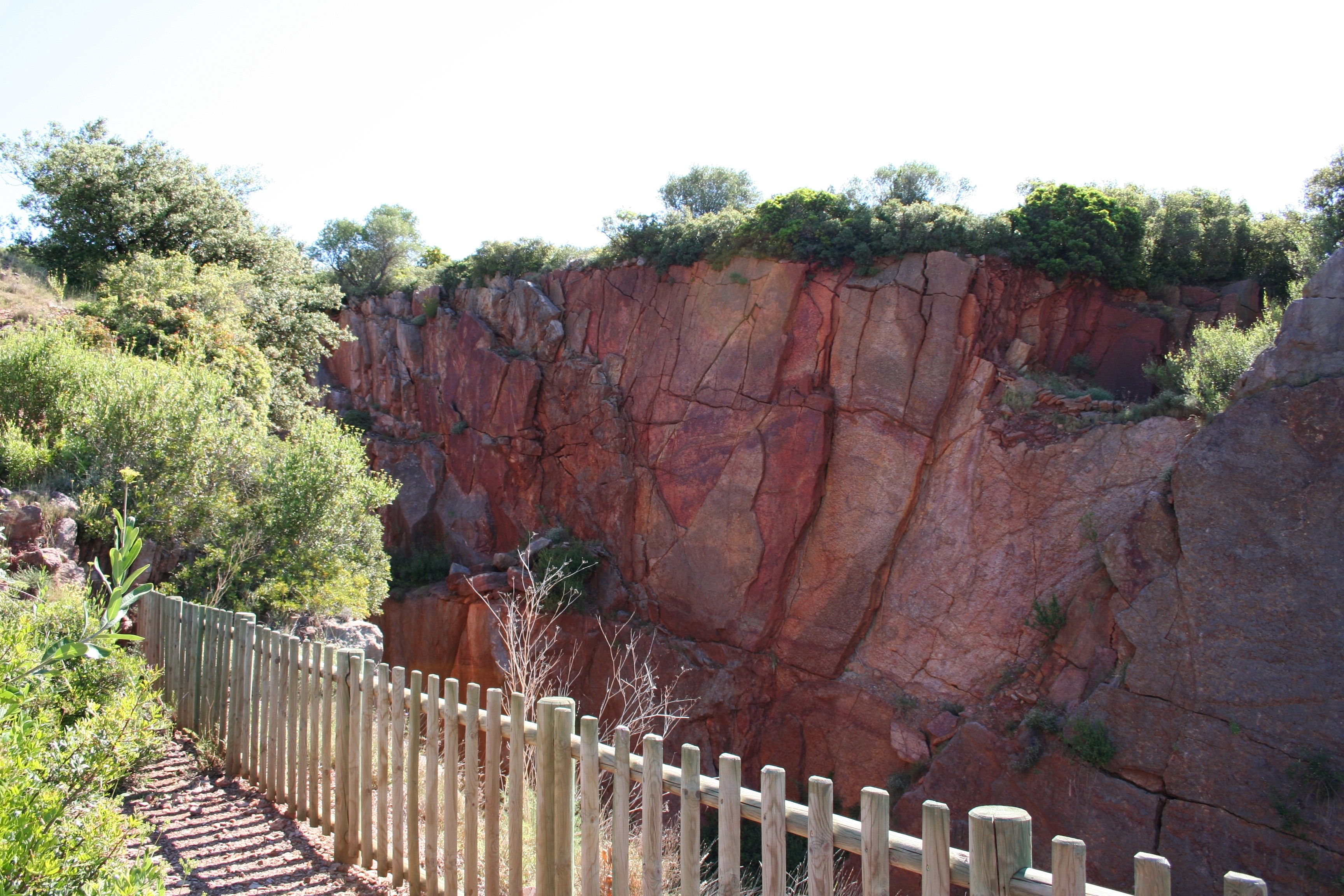
Steinbruch von Coumiac im roten Kalkstein

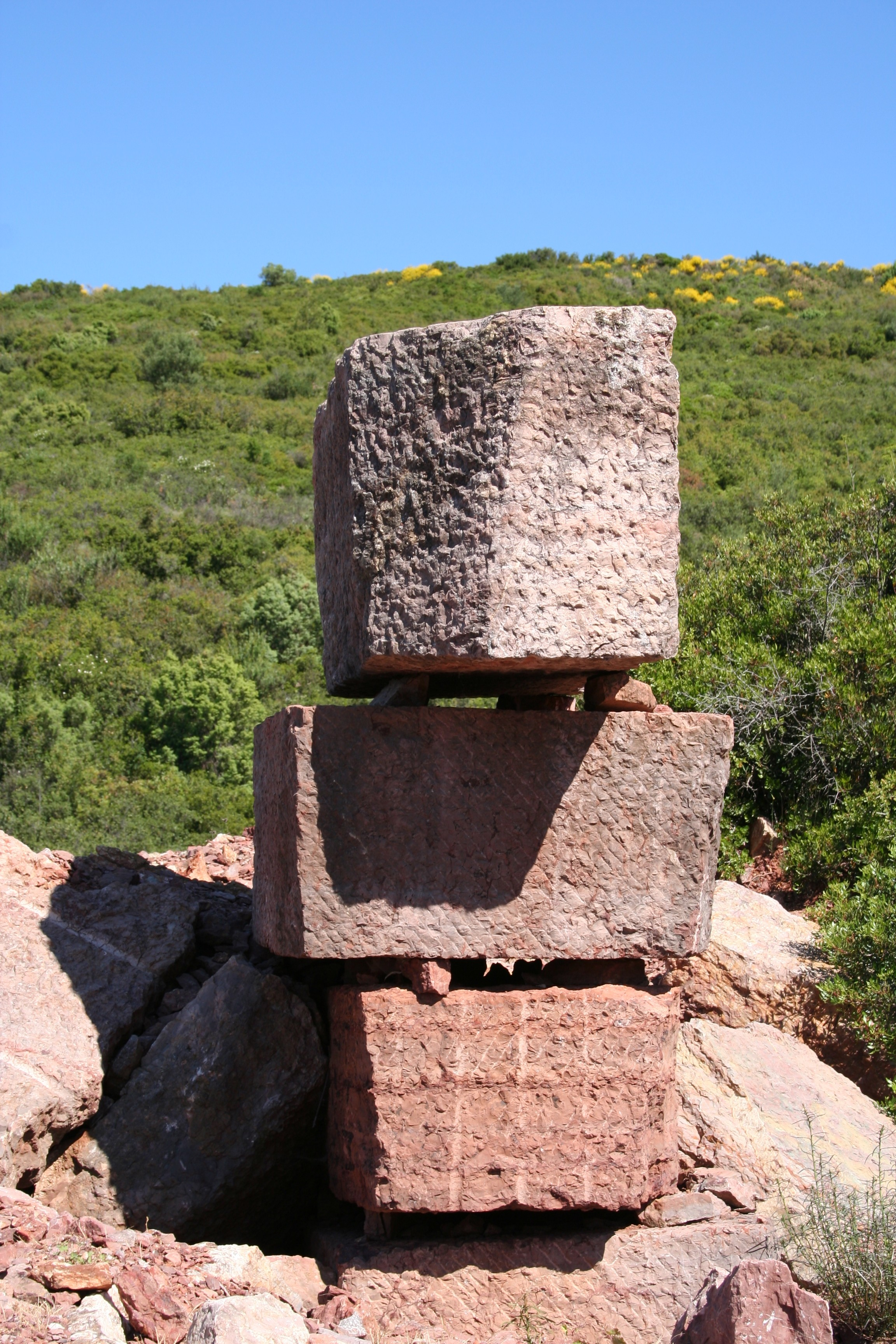
Aufgeschichtete Blöcke des roten „Marmors“

Der Steinbruch von Coumiac (frz. carrière de Coumiac) ist ein ehemaliger Steinbruch, in dem roter sogenannter „marbre griotte“ (griotte ist das frz. Wort für Sauerkirsche; marbre für Marmor) von sehr hoher ornamentaler Qualität abgebaut wurde. Er befindet sich in der Gemeinde Cessenon-sur-Orb (Département Hérault, Frankreich) in der Montagne Noire (deutsch „Schwarzes Gebirge“), dem südlichsten Ausläufer des Zentralmassivs. Es handelt sich um einen wichtigen geologischen Standort, an dem man zahlreiche Exemplare versteinerter Goniatiten beobachten kann.

## Geologische Merkmale
Im Steinbruch kann man die stratigraphische Grenze zwischen zwei Stufen des Devons, dem Frasnium und dem Famennium im Oberdevon, beobachten, die mit einem Aussterben vor etwa 372 Millionen Jahren zusammenfällt. Goniatiten kommen hauptsächlich in den Schichten des Frasniums vor.
Die Stufe des Famenniums wird durch einen weltweiten Stratotypenpunkt mit einem „Golden Spike“ definiert, der sich im Steinbruch von Coumiac befindet, wo es eine biologische Fülle an Palmatolepis triangularis (Conodont) gibt.

## Geschichte
Der „Marmor“ wurde für die Dekoration des Weißen Hauses in Washington, D.C. und des Maison de France in Rio de Janeiro verwendet. Der Abbau wurde Mitte der 1960er Jahre eingestellt.